# Zdvižné čerpadlo

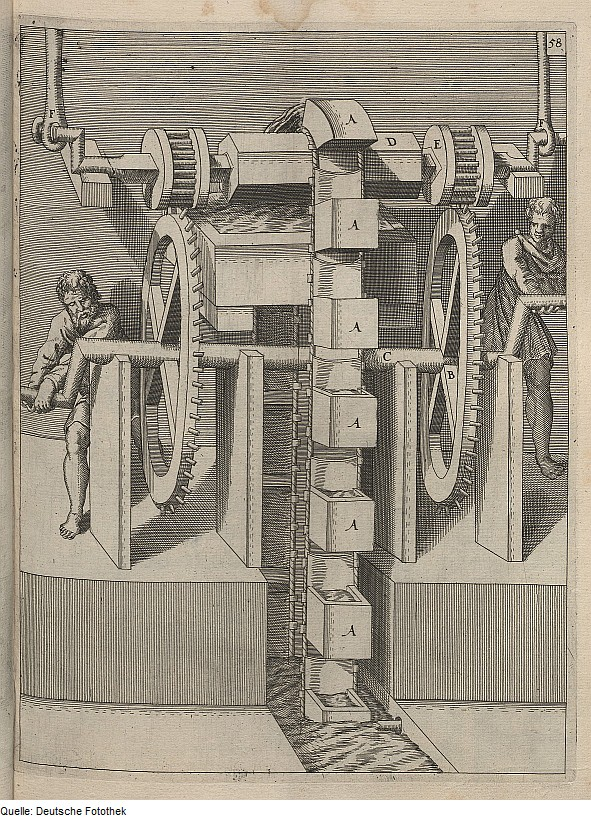
Zdvižné čerpadlo
dobové vyobrazení (1623)

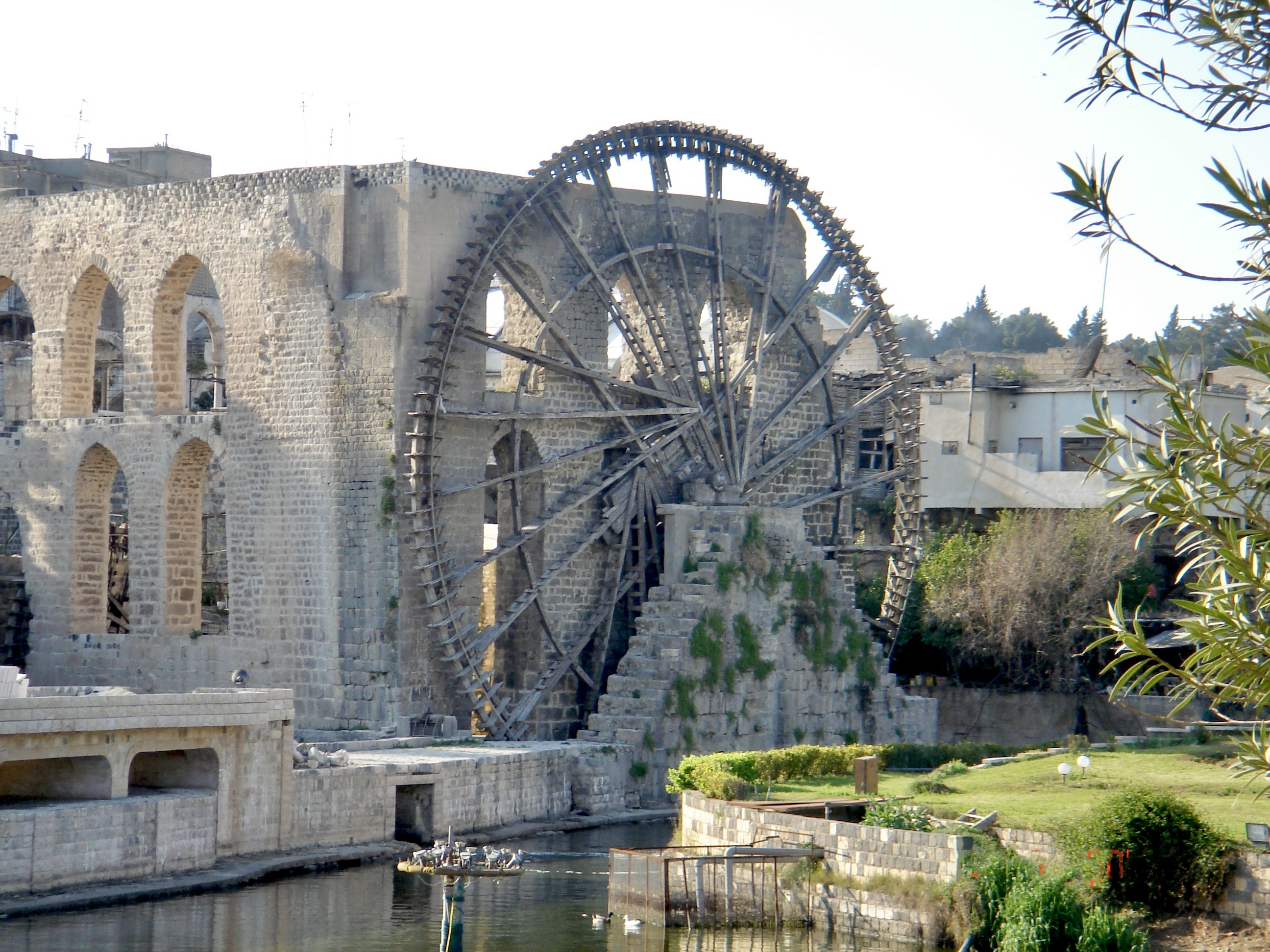
Čerpací kolo v syrském městě Hamá

Zdvižné čerpadlo je technické zařízení určené k dopravě kapalin.

## Princip
Principem dopravy kapaliny je nabírání vody do nádob, které jsou mezi sebou mechanicky vázány a zdvihají vodu do potřebné výše. Podle konstrukce se jedná o provedení korečkové, řetězové nebo v provedení zvedacího kola korečkového či bubnového.
Odlišný způsob zdvižného čerpadla může být realizován použitím šneku – Archimédův šroub.